# كريستوفر هيريردال
كريستوفر هيريردال هو ممثل كندي، ولد في 18 سبتمبر 1963 في كندا.

## أعمال

### أفلام
- (1997) فتنة[5]
- (2000) نورمبرغ
- (2003) جوثيكا[6]
- (2004) المرأة القطة[7][8]
- (2009)  قمر جديد[9][10]
- (2011)  بزوغ الفجر - الجزء 1[11]
- (2012)  بزوغ الفجر - الجزء 2[12]
- (2018) سكاريو: يوم الجندي

### مسلسلات
- كاسل
- ماكجايفر

## وصلات خارجية
- كريستوفر هيريردال على موقع IMDb (الإنجليزية)
- كريستوفر هيريردال على موقع ميتاكريتيك (الإنجليزية)
- كريستوفر هيريردال على موقع روتن توميتوز (الإنجليزية)
- كريستوفر هيريردال على موقع ألو سيني (الفرنسية)
- كريستوفر هيريردال على موقع أول موفي (الإنجليزية)
- كريستوفر هيريردال على موقع قاعدة بيانات الأفلام السويدية (السويدية)
- كريستوفر هيريردال على موقع قاعدة بيانات الفيلم (الإنجليزية)
- كريستوفر هيريردال على موقع كينوبويسك (الروسية)